# Alles mit’m Mund
Alles mit’m Mund ist ein Lied der deutschen A-cappella- und Popband Die Prinzen aus dem Jahr 1996.

## Entstehung und Veröffentlichung
Das Lied wurde von Prinzen-Mitglied Sebastian Krumbiegel, zusammen mit Stefan Raab, geschrieben beziehungsweise komponiert. Raab zeichnete zudem für die Produktion verantwortlich.
Die Erstveröffentlichung von Alles mit’m Mund erfolgte als Single am 16. September 1996 bei Hansa Records. Diese erschien als CD-Maxi-Single und beinhaltet sechs Teile des Liedes. Am 21. Oktober 1996 erschien das Lied als Teil des gleichnamigen fünften Studioalbums.

## Inhalt
Das Lied handelt von Oralverkehr. Es beschreibt eine weibliche Person, die gerne sexuelle Praktiken mit ihrem Mund ausführt.

„Spitzen kann sie auch die Lippen

Mal eckig und mal rund

Denn am liebsten macht sie alles so wie wir:

Mit’m Mund!

Alles mit’m Mund!“

## Musikvideo
Das Musikvideo entstand unter der Regie des österreichischen Filmregisseurs Stefan Ruzowitzky. In diesem haben unter anderem Udo Lindenberg oder auch Stefan Raab einen Gastauftritt. Bis November 2023 zählte das Video über 14 Tausend Aufrufe auf der Videoplattform von YouTube.

## Charts und Chartplatzierungen
| ChartsChartplatzierungen | Höchstplatzierung | Wochen |
| ------------------------ | ----------------- | ------ |
| Deutschland (GfK)        | 96 (1 Wo.)        | 1      |